# Cathrine Kraayeveld
Cathrine Kraayeveld, née le 30 septembre 1981 à Bellevue, dans l'État de Washington aux États-Unis, est une joueuse américaine de basket-ball. Elle évolue au poste d'ailier.

## Biographie
Fin septembre 2011, elle signe en France à Villeneuve-d’Ascq pour remplacer la pivot Élodie Bertal, enceinte, et l'américaine Jillian Robbins, mais elle quitte le club en décembre pour des "raisons familiales". 
Elle commence la saison avec le club sud-coréen de Shinhan Bank (24 victoires pour 11 défaites, premier ex aequo de la saison régulière) où elle inscrit 14,9 points, 8,3 rebonds et 2,6 passes décisives en 15 rencontres. Elle dispute ensuite 10 rencontres pour un autre club sud-coréen, Winnus, pour des moyennes de 11,1 points, 6,6 rebonds et 1,4 interception, le club se classant sixième avec un bilan de 13 victoires et 22 défaites.

## Clubs
- 2012-2013 :  Entente Sportive Basket de Villeneuve-d'Ascq - Lille Métropole
- 2012-2013 :  Shinhan Bank[6]
- 2012-2013 :  Winnus